# ماتریس یکانی
ماتریس یکانی U، به ماتریس مربعی همتافتی گفته‌می‌شود که ماتریس وارونش با ماتریس ترانهادِ همیوغ آن برابر باشد.
{\displaystyle U^{-1}=U^{*}}
به سادگی می‌توان نتیجه گرفت که:
{\displaystyle UU^{*}=U^{*}U=I}
I ماتریس همانی است. در فیزیک به ویژه در مکانیک کوانتومی، ترانهادِ همیوغ یا همیوغِ هرمیتی یک ماتریس را با نشانگر خنجر (†) نشان می‌دهند:
{\displaystyle UU^{\dagger }=U^{\dagger }U=I}
برای نمونه ماتریس A یک ماتریس یکانی است:
{\displaystyle A={\begin{bmatrix}2^{-1/2}&2^{-1/2}&0\\-2^{-1/2}i&2^{-1/2}i&0\\0&0&i\\\end{bmatrix}}}
ماتریس‌های یکانی طول یک بردار همتافت (complex vector) را نمی‌دگرد. همین ویژگی ماتریس یکانی کاربرد بسیار زیادی در کوانتوم‌فیزیک دارد.